# Saxicolinae
 (octobre 2009).
Si vous disposez d'ouvrages ou d'articles de référence ou si vous connaissez des sites web de qualité traitant du thème abordé ici, merci de compléter l'article en donnant les références utiles à sa vérifiabilité et en les liant à la section « Notes et références ».
Sous-famille
Les Saxicolinae sont une sous-famille de passereaux de la famille des Muscicapidae.

## Liste des genres
- Campicoloides
- Cercomela
- Cercotrichas
- Chaimarrornis
- Cichladusa
- Cinclidium
- Copsychus
- Cossypha
- Cossyphicula
- Enicurus
- Erithacus
- Grandala
- Hodgsonius
- Irania
- Luscinia
- Monticola
- Myiomela
- Myrmecocichla
- Namibornis
- Oenanthe
- Phoenicurus
- Pinarornis
- Pogonocichla
- Monticola
- Saxicola
- Saxicoloides
- Sheppardia
- Stiphrornis
- Swynnertonia
- Thamnolaea
- Trichixos
- Xenocopsychus